# Drapetis aristalis
Drapetis aristalis är en tvåvingeart som först beskrevs av Axel Leonard Melander 1918.  Drapetis aristalis ingår i släktet Drapetis och familjen puckeldansflugor. Inga underarter finns listade i Catalogue of Life.